# Mou Waho
Mou Waho ist eine Insel im Lake Wānaka, in der Region Otago auf der Südinsel von Neuseeland.

## Geographie
Mou Waho befindet sich in der südlichen Hälfte des Lake Wānaka, rund 10,8 km nordnordwestlich vom Ortszentrum von Wanaka entfernt. Die Insel liegt rund 1,5 km nordnordwestlich der The Peninsula genannten Halbinsel, rund 1,28 km nordwestlich des östlichen Ufers des Sees entfernt und rund 1,95 km vom Nordwestlichen. Die 473 m hohe, mit steilen Hängen versehene Insel erstreckt sich über rund 2,18 km in Südwest-Nordost-Richtung und misst an der breitesten Stelle rund 940 m in Nordwest-Südost-Richtung. Sie umfasst dabei eine Fläche von 140 Hektar.
Eine ähnlich große Insel befindet sich mit Mou Tapu rund 4,7 km südsüdwestlich.
Auf der Insel befindet sich ein rund 1,7 Hektar großer See, früher von den Māori Moutimu genannt und heute als Arethusa Pool bezeichnet. Der See entstand ursprünglich durch Gletscherbewegungen.

## Geschichte
Die Insel wurde in früheren Jahren für den Bootsbau und zur Schafzucht genutzt und die ursprüngliche Vegetation wurde mehrfach durch Feuer geschädigt. Über die Zeit hinweg bekam die Insel die unterschiedlichsten Namen, wie Te Mou-a-hou, Pigeon Island, Harwich Island and Manuka Island.

## Schutzgebiet
Die Insel, die frei von Prädatoren ist, hat den Schutzstatus eines Scenic Reserve bekommen und wird vom Department of Conservation verwaltet. Auf der Insel sind keine Hunde und kein Feuer erlaubt. Auch verfügt die Insel über keine Wanderwege.